# Мельникова Уляна Петрівна
Уляна Петрівна Мельникова (*18 січня 1976, Білин, Ковельський район, Волинська область) — український художник та мистецтвознавець.

## Біографія
Уляна Мельникова народилася 18 січня 1976 р. в с. Білин Ковельського району Волинської області.
У 1996 році закінчила Харківське художнє училище (живописне відділення), а в 2002 — Харківську державну академію дизайну і мистецтв (станкова графіка), пройшла стажування в Нюрнберзькій академії мистецтв (2002) та продовжила навчання в аспірантурі ХДАДМ (2005). Стипендіат інституту «Янінеум» (Австрія, 2008). Кандидат мистецтвознавства (2007), доцент (2008), член Національної спілки художників України (2008). 
З 2005 року викладала на художньо-графічному факультеті Харківського національного педагогічного університету імені Григорія Сковороди (з 2008 — заступник декана з наукової роботи, від 2012 – завідувач кафедри дизайну), з 2017 — працює на кафедрі графіки Харківської державної академії дизайну і мистецтв. 
З 1992 як графік і кераміст бере участь в обласних, всеукраїнських і міжнародних мистецьких проектах. Мала персональні виставки в Харкові (1992, 1996). Роботи зберігаються у літературно-меморіальному музеї Г. Сковороди в с. Сковородинівка, у приватних колекціях України, Німеччини, Нідерландів, Чехії. 
З 1996 року активно співпрацює з різними видавництвами Києва, Харкова, Львова, Донецька, у її художньому оформленні на сьогодні близько двохсот книжок. Оформлення книжки Григорія Сковороди «Сад божественних пісень» (Харків: Майдан, 2002) було відзначене Почесним дипломом Академії мистецтв України, а в 2007 р. мисткиня отримала диплом першого ступеня Харківського обласного художнього проекту «Камерата» в номінації «Книжкова графіка».
Її науковий інтерес пов’язаний з історією українського образотворчого мистецтва 1920-х років, зокрема з творчим та теоретичним доробком учасників угруповань АРМУ, АХЧУ, ОСМУ. 
Живе і працює в Харкові. Одружена. Мати двох доньок. Дружина поета і літературознавця Ростислава Мельникова.

## Мистецтвознавчі праці
Конструктивізм Василя Єрмілова: традиція і новаторство // Харків 30–40-х рр. ХХ ст. Літ-ра. Історія. Мист-во. Х., 1998 
Український театр доби конструктивізму // Вісн. Харків. академії дизайну і мист-в. 2002. № 5
Художньо-естетична концепція АРМУ // Народозн. зошити. Л., 2004. № 3–4
Традиція та новаторство в діяльності Об’єднання сучасних митців України // Вісн. Харків. академії дизайну і мист-в. 2007. № 6.

## Твори
Серія ілюстрацій до книги «Полювання на Оленя» Р. Мельникова (1996) 
Серія ілюстрацій до книги «Сад божественних пісень» Г. Сковороди (2002, почесний диплом Академії мистецтв України)
Серія ілюстрацій до книги «Часниковий сік» І. Андрусяка (2004)
Серія ілюстрацій до книги «Три дні казки» І. Андрусяка, В. Запорожець та М. Гриценка (2008)
Серія ілюстрацій до книги «Хто боїться зайчиків» І. Андрусяка (2010)
Керамічна пластика «Дівчинка» (2012) 
Декоративний таріль «Сова» (2013)
«Ангел із горнятком» (2014).
Серія ілюстрацій до книги «Апокрифи степу» Р. Мельникова (2016)
Дизайн обкладинок серій «Ростріляне Відродження» і «Шістдесятники» видавництва «Смолоскип»